# Concurso Nacional de Marinera
El Concurso Nacional y Mundial de Marinera se realiza todos los años durante el mes de enero en Trujillo, Perú. Este famoso concurso es organizado desde 1960 por el centenario del Club Libertad de Trujillo, y está reconocido de manera oficial desde 1986 por el Estado Peruano mediante la Ley N° 24447, la misma que, declara a Trujillo, Perú como la Capital Nacional de la Marinera.
El concurso en 2021, debido a la pandemia de COVID-19, tuvo que reprogramarse para el mes de agosto, y por primera vez, lo realizaron en Lima, en el Distrito de Pachacamac, Perú, con un grupo reducido de público. El concurso en 2022 retornó a realizarse en la ciudad de Trujillo, Perú.
Debido a malas gestiones entre el alcalde de Trujillo y el Club Libertad de Trujillo, el concurso, para la edición de 2023 en adelante, tuvo que realizarse temporalmente a la ciudad de Callao, Perú.

## Inicios
En 1960 el presidente del Club Libertad de Trujillo, Juan Julio Ganoza Vargas, requería captar fondos para superar una crisis, y promover el crecimiento y desarrollo del Club. Entonces, en una reunión el 14 de octubre de 1960, Guillermo Ganoza Vargas, quien formaba parte de la directiva, hace la propuesta de organizar actividades pro fondos como una tómbola y un concurso de bailes de marinera.
Los otros miembros del directorio del club, Juan Julio, Alberto Goicochea Iturri, Carlos Larco Rodríguez y Cristian Acosta Acosta, aceptaron la idea y empezaron a complementarla. A partir de entonces, Juan Julio Ganoza remite una nota al diario La Industria de Trujillo para que el siete de octubre del mismo año se anuncie el 'I Concurso Nor Peruano de Marinera - 1960'. La fecha fijada por el Club fue el domingo 20 de noviembre de 1960 a las 10 a. m., pero antes, Guillermo Ganoza fue comisionado para viajar a Lima e invitar a celebridades de la música criolla para que asistan al concurso.
El jurado del primer Concurso Nacional de Marinera fueron el teniente coronel Cristian Acosta Acosta, Antonio Pinilla Sánchez Concha, José Durand, Chabuca Granda, Alicia Maguiña, Manuel Mujica Gallo, Guillermo Ganoza Vargas y Luisa Ganoza de Pinillos.
El éxito de la primera edición del concurso fue tan grande que se repetiría todos los años desde entonces. Con el pasar de los años se fueron incluyendo más participantes en diferentes categorías. Desde 1967 el concurso se realiza en enero, por lo que en 1966 no hubo concurso, sino que se aplazó hasta el verano siguiente.
Desde un principio, el Concurso Nacional de Marinera se vino desarrollando en las instalaciones del Club Libertad de Trujillo, pero debido a la gran afluencia de gente, en 1970, siendo Jorge Quirós Villacorta el presidente del Club, el Concurso se empezó a celebrar en el Coliseo Gran Chimú.